# حییم وایزمن
حَییم عزرائیل وایزمن ((به عبری: חיים עזריאל ווייצמן)؛ زاده ۲۷ نوامبر ۱۸۷۴ – درگذشته ۹ نوامبر ۱۹۵۲) بیوشیمی‌دان و استاد دانشگاه اسرائیلی متولد روسیه بود که به‌عنوان رئیس سازمان جهانی صهیونیسم و اولین رئیس‌جمهور اسرائیل نیز فعالیت داشت.

## زندگی
حییم وایزمن در روسیه متولد شد. وی از سال ۱۹۱۶ تا ۱۹۱۹ رئیس یک آزمایشگاه شیمی بود و در جریان مسئولیت خود در آن، طریقه ساخت ماده شیمیایی استون را کشف کرد. حییم وایزمن به همراه آلبرت انیشتین، زیگموند فروید و مارتین بوئبر از اعضای اولین هیئت علمی دانشگاه عبری اورشلیم بود. وی همچنین در سال ۱۹۴۹ میلادی، مؤسسه عالی علوم وایزمن را در شهر رخووت پایه‌گذاری کرد و خود نیز به تدریس در این مؤسسه عالی پرداخت.
ٰوی در سال ۱۹۴۸ به عنوان اولین رئیس‌جمهور اسرائیل انتخاب شد و دوران ریاست‌جمهوری وی تا زمان مرگش در سال ۱۹۵۲ ادامه یافت.

## بیانیه بالفور
حییم وایزمن، رئیس وقت سازمان جهانی صهیونیسم و والتر روتشیلد نقش مهمی در صدور بیانیه بالفور داشتند.

## نگارخانه

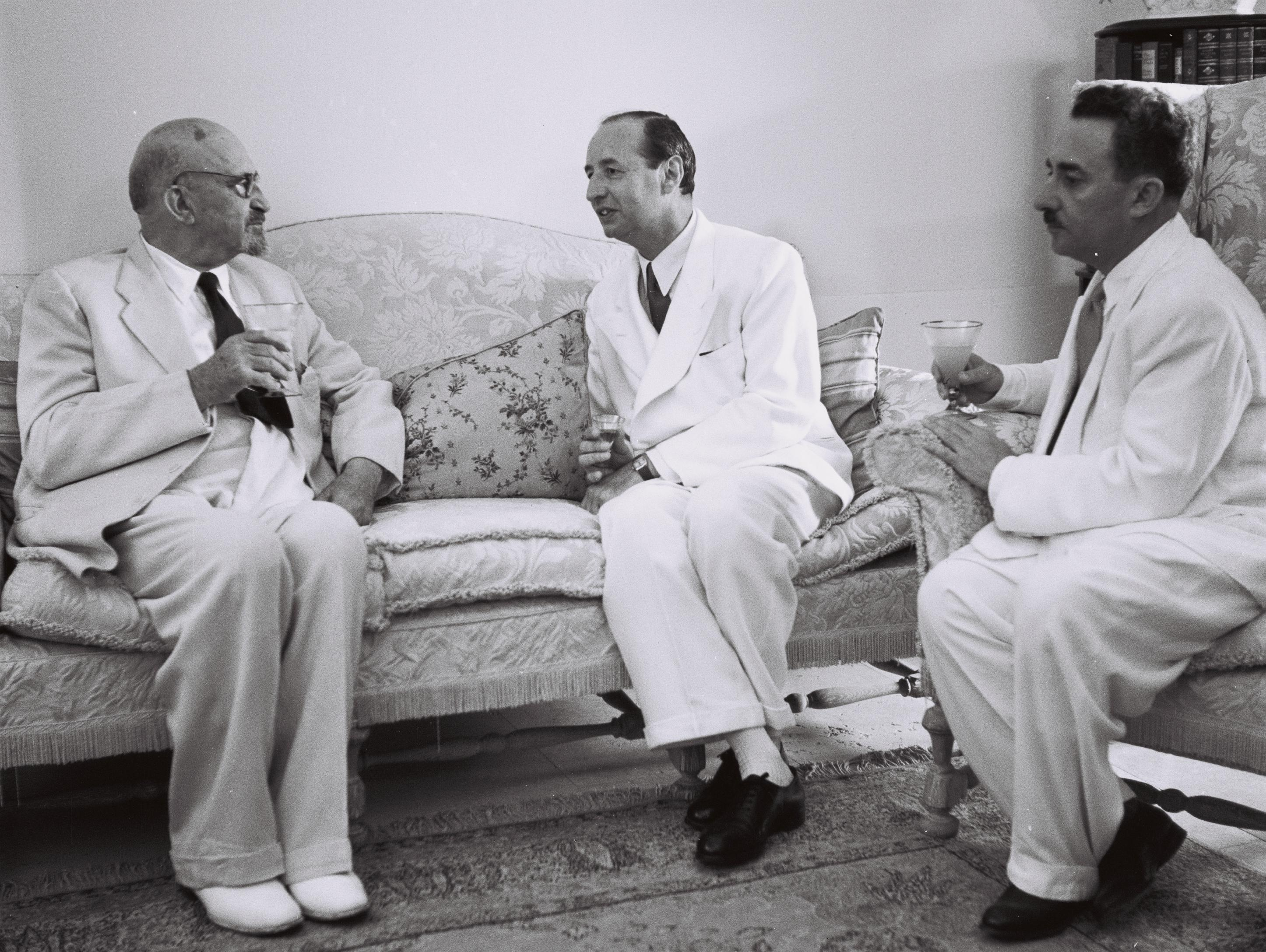
موشه شارت، وزیر خارجهٔ اسرائیل در جلسهٔ معارفهٔ سیف‌الله ایسن نخستین سفیر ترکیه در اسرائیل
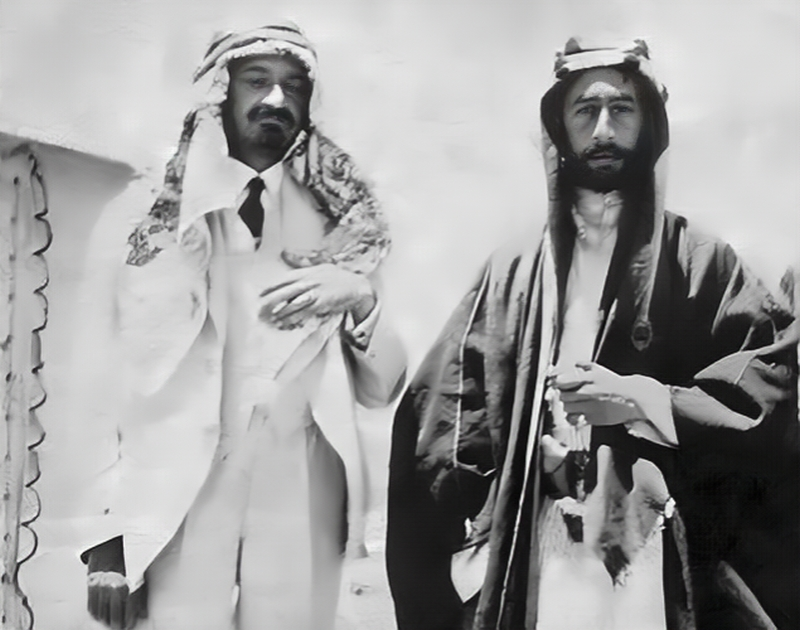
فیصل اول امیر عراق در دیداری در سال ۱۹۱۸ میلادی با حییم وایزمن در سمت چپ، که لباسی عربی به نشانهٔ دوستی بر تن دارد.